# Werner Kruse (Illustrator)

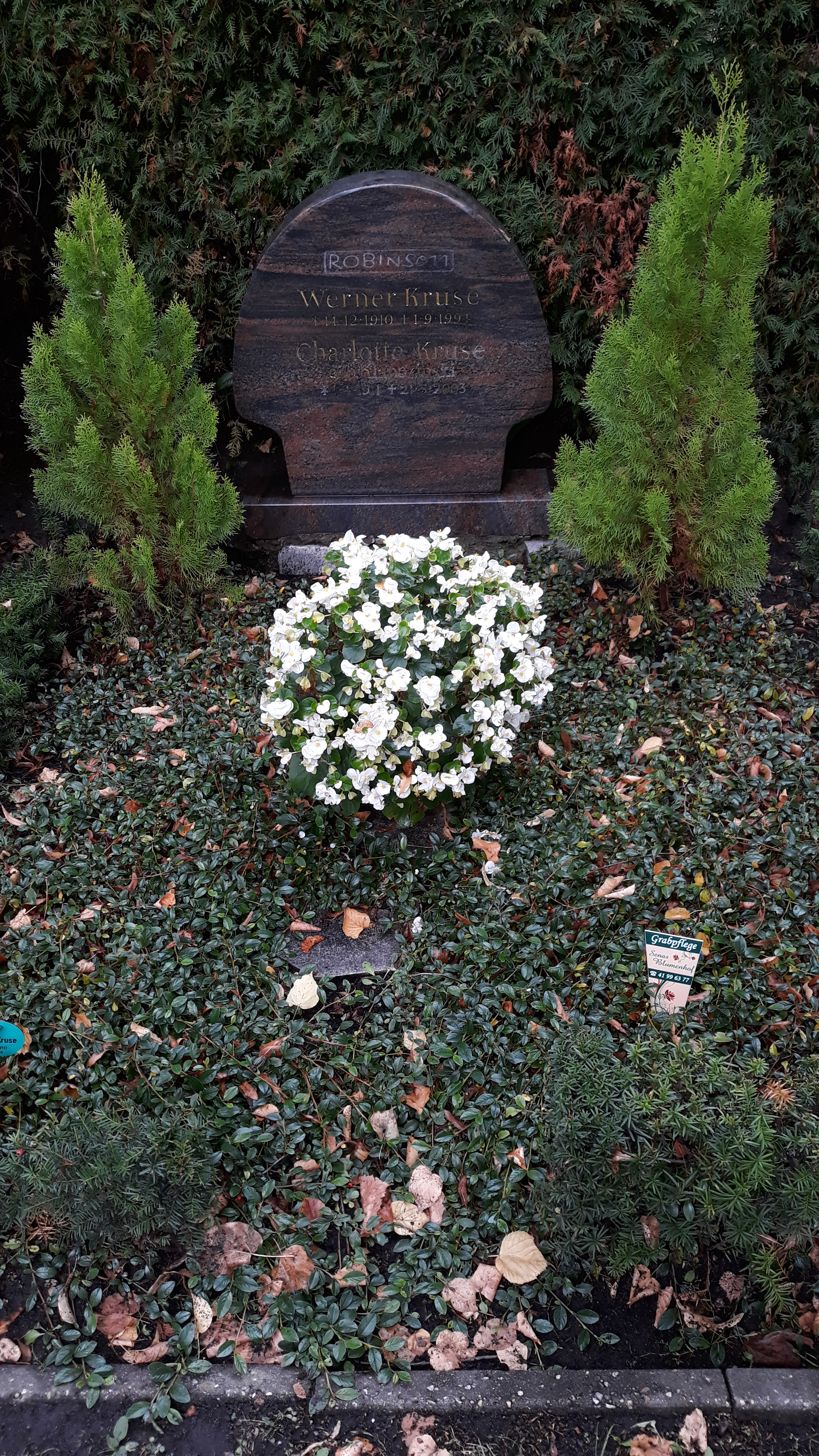
Das Grab von Werner Kruse („Robinson“) und seiner Ehefrau Charlotte auf dem Friedhof Lankwitz in Berlin.

Werner Kruse (* 14. Dezember 1910 in Reichenbrand; † 1. September 1994 in Berlin) war ein deutscher Zeichner und Illustrator. Er leitete seinen Künstlernamen „Robinson“ von dem Buch Robinson Crusoe von Daniel Defoe ab.
Von Kruses Hand stammen 250.000 Illustrationen, vom Ölbild bis zur Grafik, als Buchillustrator und Pressezeichner. In den 1930er Jahren schuf Kruse einen Neuentwurf des berühmten Motivs des Sarotti-Mohrs. Nach 1945 gründete er die erste deutsche Sportzeitung Sport-Forum. In Berliner Zeitungen veröffentlichte er Karikaturen, Gerichtsbilder, Humor und Roman-Illustrationen. Zu Berühmtheit gelangte Kruse mit seinen zeichnerischen „Exploramen“, große aufgeschnittene Gebäude, bei denen er den Betrachter durch die Fassade ins Innere blicken ließ. Die „Exploramen“ erschienen in Tageszeitungen und in Buchform. Zu den XXII. Olympischen Sommerspielen in der sowjetischen Hauptstadt skizzierte Kruse für das Hamburger Stern-Magazin einen großformatigen originalgetreuen Stadtplan Moskaus, der – da aus Angst vor Spionage in der Sowjetunion dafür keine kartographische Grundlage erhältlich war – in einem sechswöchigen Fußmarsch durch das Moskauer Zentrum entstand und auf dem der Mann mit dem Zeichenblock gleich zweimal als „Spion“ verhaftet wurde.

## Buchveröffentlichungen
- Berlin halb und halb. Gezeichnete Viersektorenstadt. Berlin 1959.
- New York. Berlin 1962.
- Tokyo. Berlin 1964.
- Köln. Berlin 1966.
- Berlin – wie ich es liebe und Kurt Pomplun erzählt. Berlin 1975.
- Berlin – Eintritt gestattet. Mit Robinson durch unsere Stadt. Ein neuartiger Wegweiser zum Kennenlernen und Wiederentdecken von Gebäuden, Ausflugszielen und anderen Sehenswürdigkeiten. Berlin 1976.
- Ost-Berlin, wie ich es sehe. Zwischen Alexanderplatz und Müggelsee. Texte von Kurt Geisler und eine Einführung von Hans Scholz. Berlin 1979.